# Xihe (Satellit)
Xihe (chinesisch 羲和號 / 羲和号, Pinyin Xīhé Hào), vormals Chinese Hα Solar Explorer bzw. CHASE, ist ein Sonnenbeobachtungssatellit der Fakultät für Astronomie und Weltraumwissenschaften der Universität Nanjing. Der von der Shanghaier Akademie für Raumfahrttechnologie gebaute Satellit wurde am 14. Oktober 2021 vom Kosmodrom Taiyuan mit einer Trägerrakete vom Typ Langer Marsch 2D in eine Polarbahn von 517 km Höhe gebracht. 
Die Bahn liegt in einem 90°-Winkel zur Achse Erde-Sonne, sodass der Satellit die Sonne ständig im Blick hat.
Xihe wirkt bei der Sonnenbeobachtung mit dem mit anderen Instrumenten ausgestatteten Satelliten ASO-S, auch bekannt als „Kuafu 1“, zusammen.

## Geschichte
Aufgrund der eng getakteten Arbeitsabläufe beim Nassreis-Anbau und der daraus resultierenden Notwendigkeit für einen genauen Kalender gibt es in China seit etwa 5000 v. Chr. Sonnenbeobachtung, die von Guo Shoujing (1231–1316) während der Yuan-Dynastie auf eine wissenschaftliche Basis gestellt wurde. Ab 1976 gab es dann diverse Projekte zur Sonnenbeobachtung aus dem Weltall, die aber – abgesehen von einigen sonnenphysikalischen Nutzlasten auf dem unbemannten Raumschiff Shenzhou 2 – nicht über die Planungsphase hinauskamen.
Das erste verwirklichte Projekt ist das am 28. April 2016 genehmigte und seit dem 4. Juli 2018 aus dem Weltraumwissenschaftlichen Prioritätsprogramm finanzierte Advanced Space-based Solar Observatory, auch bekannt unter der Abkürzung „ASO-S“, das am 8. Oktober 2022 in eine sonnensynchrone Umlaufbahn gebracht wurde.
Parallel dazu entwickelten die Fakultät für Astronomie und Weltraumwissenschaften der Universität Nanjing, die Shanghaier Akademie für Raumfahrttechnologie und das auch an ASO-S beteiligte Institut für Optik, Feinmechanik und Physik der Chinesischen Akademie der Wissenschaften ein Konzept für eine neuartige Satellitenplattform, wo die Nutzlast nicht mit dem Bus verbunden ist, sondern frei im Gehäuse schwebt, nur von einem Magnetfeld gehalten und drahtlos mit Strom versorgt. Da die Nutzlast – hier ein abbildendes H-alpha-Spektrometer – sowohl supergenau als auch superstabil auf das zu beobachtende Objekt ausgerichtet werden konnte, lautete der Arbeitstitel des Projekts „Wissenschaftlicher Technologieerprobungssatellit für Sonnenbeobachtung im Hα-Spektrum und Doppelsuper-Plattformen“, kurz „Sonnendoppelsupersatellit“ (太阳Hα光谱探测与双超平台科学技术试验卫星 bzw. 太阳双超卫星).
Für die Kommunikation mit ausländischen Kollegen wurde die Bezeichnung Chinese Hα Solar Explorer bzw. „CHASE“ gewählt. Im Mai 2018 wurde das Konzept von einer Wissenschaftlerkommission gebilligt, im Juni 2019 erteilte die Nationale Behörde für Wissenschaft, Technik und Industrie in der Landesverteidigung die Genehmigung zur Durchführung des Projekts.
Chefwissenschaftler des Projekts ist der Sonnenphysiker Ding Mingde (丁明德, * 1966) von der Fakultät für Astronomie und Weltraumwissenschaften, bei der Nationalen Raumfahrtbehörde wird das Projekt von Zhao Jian (赵坚), dem Leiter des Zentrums für Erdbeobachtung und Daten, betreut.
Am 24. September 2021 startete die Nationale Raumfahrtbehörde einen Ideenwettbewerb, bei dem alle an dem Projekt interessierten Chinesen bis zum 7. Oktober 2021 Vorschläge für einen autochthonen Namen im Stil von „Chang’e“ oder „Zhurong“ einreichen konnten.
Von einer Expertenkommission wurde schließlich die Sonnengöttin Xihe als Namenspatronin für den Satelliten ausgewählt und anlässlich des Starts am 14. Oktober 2021 bekanntgegeben.

## Aufbau
Der von zwei Solarzellenflügeln mit jeweils drei Modulen mit Strom versorgte, 550 kg schwere Satellit wurde an der Shanghaier Akademie für Raumfahrttechnologie unter der Leitung von Chen Jianxin (陈建新) gebaut.
Das im Inneren des Gehäuses schwebende Nutzlastmodul HIS (Hα Imaging Spectrograph bzw. Hα成像光谱仪) wurde von dem Weltraumwetter-Experten Li Chuan (李川) von der Fakultät für Astronomie und Weltraumwissenschaften konzipiert, gebaut wurde es vom Institut für Optik, Feinmechanik und Physik in Changchun. Das Nutzlastmodul wird über durch großzügig bemessene Öffnungen im Gehäuse des Satelliten hinausragende und mit diesem nicht in Kontakt kommende, mit einer Genauigkeit von 0,00001 N steuerbare Lageregelungstriebwerke präzise ausgerichtet. Nach mehr als einjähriger Betriebsdauer konnte man feststellen, dass die ursprünglichen Erwartungen übertroffen wurden: die tatsächliche Ausrichtungsgenauigkeit beträgt 0,0001°, die Stabilität 0,00003°/s. Durch die Vermeidung jeglichen physischen Kontakts können sich die Vibrationen von den Motoren, die die Solarzellenflügel ausrichten, oder den Lageregelungsystemen des Busses selbst nicht auf die Nutzlast übertragen. Sowohl Genauigkeit als auch Stabilität liegen um zwei Größenordnungen über den Werten traditioneller Satelliten.
Die Stromversorgung erfolgt, ähnlich wie beim drahtlosen Laden eines Mobiltelefons, per induktiver Energieübertragung von einem einige Zentimeter unter der schwebenden Nutzlast angeordneten Oszillator zu einem auf der Unterseite der Nutzlastträgerplattform montierten Empfänger. Die Datenübertragung zwischen Bus und Nutzlast, sowohl was die Steuersignale als auch die aufgenommenen Bilder betrifft, erfolgt ebenfalls berührungslos, und zwar über Kommunikationslaser, die eine hohe Datenübertragungsrate ermöglichen. Der Bus funkt die Daten dann weiter zur Erde. Der Satellit soll drei bis vier Jahre in Betrieb bleiben, um 2023/24 das Sonnenfleckenmaximum des 25. Zyklus zu beobachten. Im ersten Betriebsjahr hatte sich das Magnetschwebe-System sehr bewährt – die Trennung der letzten Verbindungskabel erfolgte am 7. November 2022.
Es soll nun auch bei den hochauflösenden Gaofen-Erdbeobachtungssatelliten und den Satelliten des Lauschprojekts zur Erkundung von Exoplaneten eingesetzt werden.

## Nutzlast
Als Nutzlast führt Xihe ein Hα-Spektrometer mit, mit dem die Sonne im Bereich um 656 nm (rotes Licht) beobachtet werden kann. Ähnliche Beobachtungen sind mit dem 1-m-Vakuumteleskop der vom Astronomischen Observatorium Yunnan betriebenen Sonnenbeobachtungsstation am Fuxian-See möglich.
Bei einem Orbitalteleskop gibt es jedoch keine Unschärfe durch den von der Erdatmosphäre verursachten Seeing-Effekt, keine Kontamination durch die Spektrallinien von Wassermolekülen an den Außenrändern des Hα-Spektrums, und durch die Wahl einer Polarbahn senkrecht zur Achse Erde-Sonne ist eine ununterbrochene Beobachtung möglich, auch wenn in China Nacht ist.
Das Instrument hat die Maße 48,9 × 48,0 × 51,7 cm und wiegt rund 40 kg. Sein Teleskop hat eine Apertur von 18 cm und eine Brennweite von 182 cm, das Sichtfeld beträgt 40 × 40 Winkelsekunden. Durch die sehr gute Ausrichtungsgenauigkeit und Stabilität der HIS-Plattform ist kein Suchfernrohr und keine Bildstabilisierung nötig. Die gesamte Sonnenscheibe kann in 60 Sekunden abgerastert werden, oder spezielle Gebiete auf der Sonne in 30–60 Sekunden. Die Beobachtung erfolgt rund um die Hα-Linie bei 656,28 ±0,25 nm und die Fe-I-Linie bei 656,92 ±0,08 nm, letztere eine reine Photosphärenlinie, die für Kalibrierungszwecke verwendet wird. Die räumliche Auflösung des Instruments beträgt 0,5 Winkelsekunden pro Pixel, die spektrale Auflösung 0,005 nm. Bei den von HIS aufgenommenen Bildern handelt es sich um 2D-Aufnahmen. Jede Wellenlänge zeigt jedoch eine spezifische Schicht der Sonnenatmosphäre. Die Wissenschaftler erhalten also in einer Minute hunderte von übereinandergelegten Bildern, aus denen eine dreidimensionale Darstellung der oberen Sonnenregionen rekonstruiert werden kann.

## Wissenschaftliche Ziele

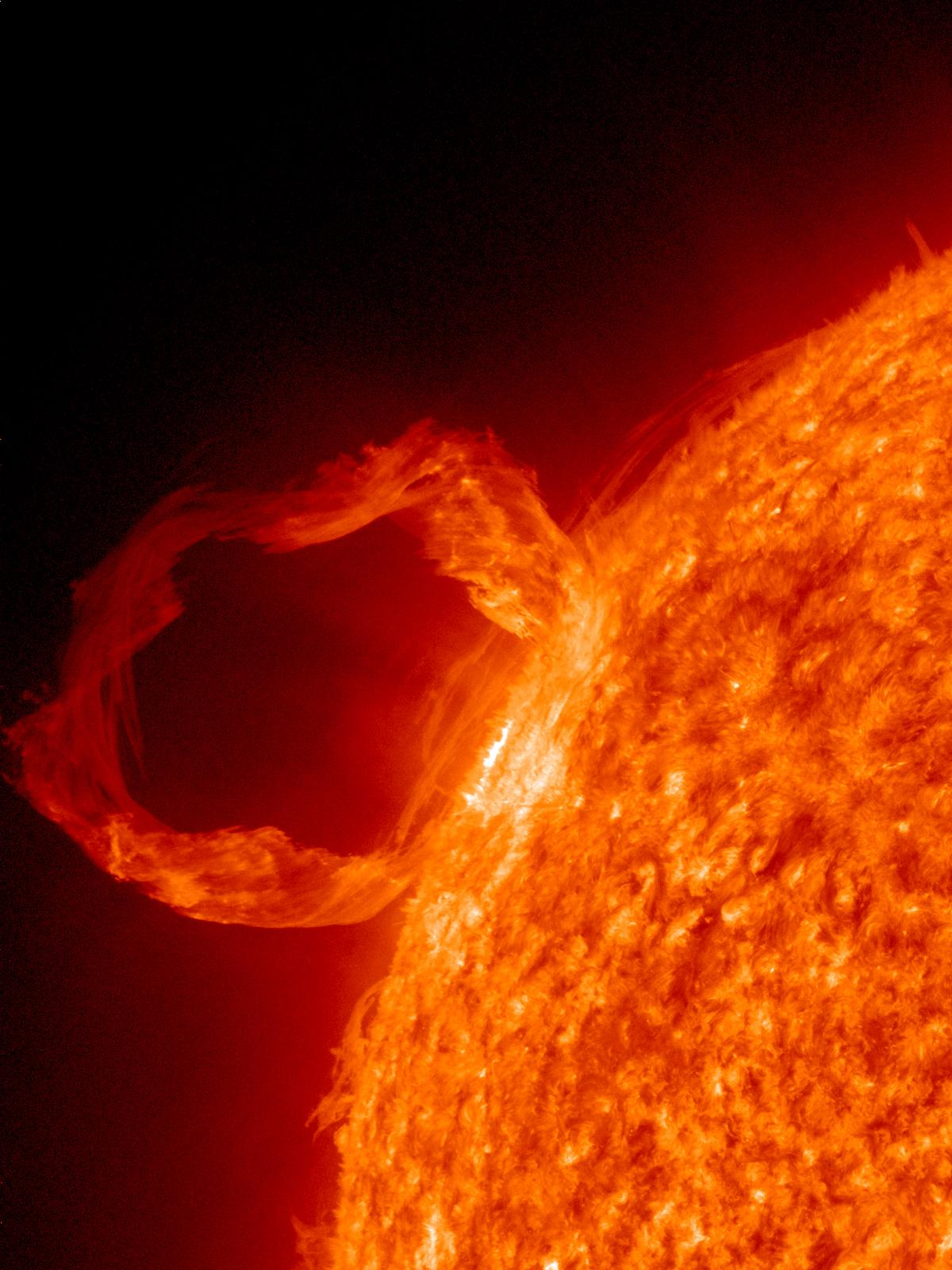
Ein Flare

Mit den Beobachtungen rund um die Hα-Linie sollen Phänomene studiert werden, die Sonnenaktivitäten in der Photosphäre und der Chromosphäre vorausgehen, um so zu einem Verständnis der Dynamik und Auslösemechanismen von Sonneneruptionen zu kommen. Eine aktive Region auf der Sonne manifestiert sich üblicherweise als genau auf der Hα-Linie zu beobachtender Flare bzw. Plasma-Magnetfeldbogen sowie Sonnenflecken (kühler) und Sonnenfackeln (heißer) in den Seitenbändern des Hα-Spektrums. Dadurch können die Strukturen, die Entwicklung und die dynamischen Prozesse während eines Flares präzise dokumentiert werden. Die Bildung der Magnetfeldbögen, ihre eventuelle Reorganisation und die Ablösung von Plasmaschläuchen, die zu einem koronalen Massenauswurf, also Funkstörungen etc. im Erde-Mond-System führt, kann studiert werden. Bis Ende August 2022 wurden knapp hundert Sonneneruptionen und koronale Massenauswürfe beobachtet.
Die Rohdaten – 760 GB pro Tag – werden von Xihe an die Bodenstationen des Instituts für Informationsgewinnung durch Luft- und Raumfahrt in Miyun, Kaschgar und Sanya gefunkt, von wo sie über Standleitungen an das Rechenzentrum für Sonnenforschung der Universität Nanjing (南京大学太阳科学数据中心 bzw. SSDC-NJU) übertragen werden. Nach Kompression und Fehlerkorrektur, bei der die Dopplereffekte von der Eigenrotation der Sonne herausgerechnet werden, können sie dort von Wissenschaftlern aus aller Welt über eine Webseite kostenlos abgerufen werden.
Die resultierenden Bildsequenzen werden von den Wissenschaftlern als „farbkodierte Doppler-Sonografie“ der Sonne bezeichnet, wo die von der Sonne ausgeworfenen, sich auf den Beobachter zubewegenden Partikel eines Flares blauverschoben sind, und die in die Sonne zurückströmenden Partikel rotverschoben. Aus dem Grad der Farbverschiebung lässt sich die Geschwindigkeit berechnen.

## Xihe 2
Der im Rahmen des Kuafu-Programms zur Erforschung der Sonne vorgesehene Nachfolgesatellit Xihe 2 (羲和二号) wird wieder von der Fakultät für Astronomie und Weltraumwissenschaften der Universität Nanjing und der Shanghaier Akademie für Raumfahrttechnologie entwickelt, diesmal unter Beteiligung des Chinesischen Amts für Meteorologie. Xihe 2 soll am Lagrange-Punkt L5 des Erde-Sonne-Systems positioniert werden, der Erde also auf ihrer Umlaufbahn in einem Winkelabstand von 60° folgen, und dreidimensionale Bilder der Sonne aufnehmen. Da sich die Sonne in der gleichen Richtung wie die Erde auf ihrer Bahn mit einer Rotationsperiode von gut 25 Tagen um sich selbst dreht, würde man sich anbahnende Phänomene wie Sonneneruptionen und koronale Massenauswürfe frühzeitig bemerken – etwa vier bis fünf Tage bevor die entsprechende Stelle eine Position erreicht hat, wo die ausgeworfenen Partikel das Weltraumwetter und das Funktionieren von Satelliten im Raum um die Erde beeinflussen würden (da die Sonne mit 6 × 1012 km² eine sehr große Oberfläche besitzt, ist nur ein kleiner Teil der sich ereignenden Massenauswürfe auf die Erde gerichtet).
Xihe 2 soll 2028 gestartet werden.